# Конево (Кырджалийская область)
Конево (болг. Конево) — село в Болгарии. Находится в Кырджалийской области, входит в общину Кырджали. Население составляет 226 человек.

## Политическая ситуация
В местном кметстве Конево, в состав которого входит Конево, должность кмета (старосты) исполняет Ахмед Мюмюн Али (Движение за права и свободы (ДПС)) по результатам выборов правления кметства.
Кмет (мэр) общины Кырджали — Хасан Азис (Движение за права и свободы (ДПС)) по результатам выборов в правление общины.